# Nova Crvenka
Nova Crvenka (cyr. Нова Црвенка) – wieś w Serbii, w Wojwodinie, w okręgu zachodniobackim, w gminie Kula. W 2011 roku liczyła 420 mieszkańców.